# Uppsalavägen

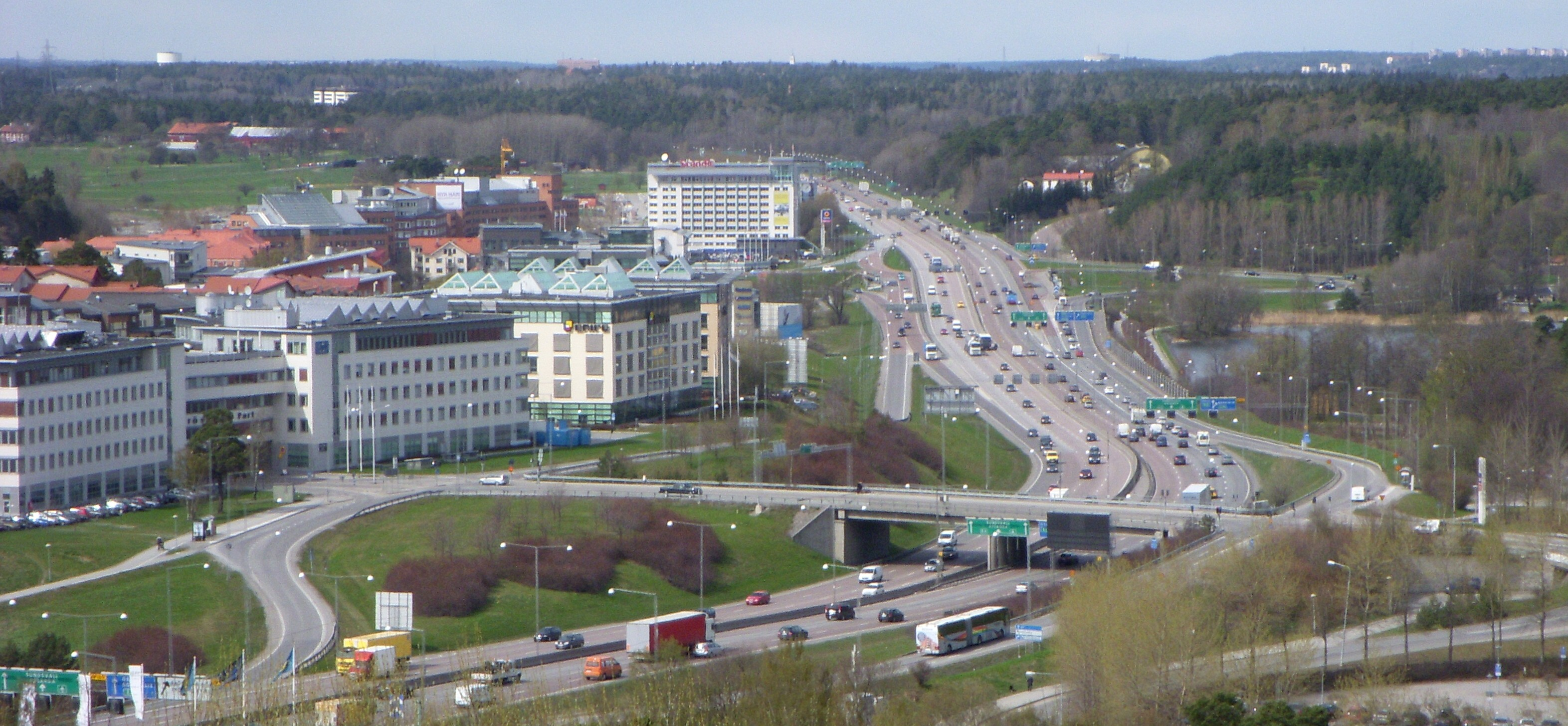
Uppsalavägen norrut med Frösunda trafikplats, i bakgrunden syns Järva krog, 2010.

Uppsalavägen är en huvudvägförbindelse från Norrtull i Stockholm mot Uppsala, och en del av Europaväg 4. Den är den hårdast belastade trafikleden av Stockholms norra infarter; år 2002 passerade här mellan 120 000 till 150 000 fordon/dygn. Uppsalavägen behåller sitt namn till Upplands Väsby.

## Historik 1600- till 1700-talet
På 1600-talet var Göta landsväg den enda huvudfärdleden söderut från Stockholm, mot norr var det Uppsalavägens föregångare. Färdvägen norrut till Gamla Uppsala hette på Werner Rosenfeldts karta från 1702 Stora Vägen åth Upland. Den utgjorde en förlängning av vägen norrut från Stockholms slott via Drottninggatan och Norrtullsgatan genom Norrmalm. Vid Norrtull lämnade den Stockholms stadsgräns och här etablerade sig vid mitten av 1600-talet stockholmstraktens äldsta kvarvarande utvärdshus; Stallmästaregården. År 1733 byggdes de två tullstugorna som fortfarande finns kvar.

## Historik 1900-talet

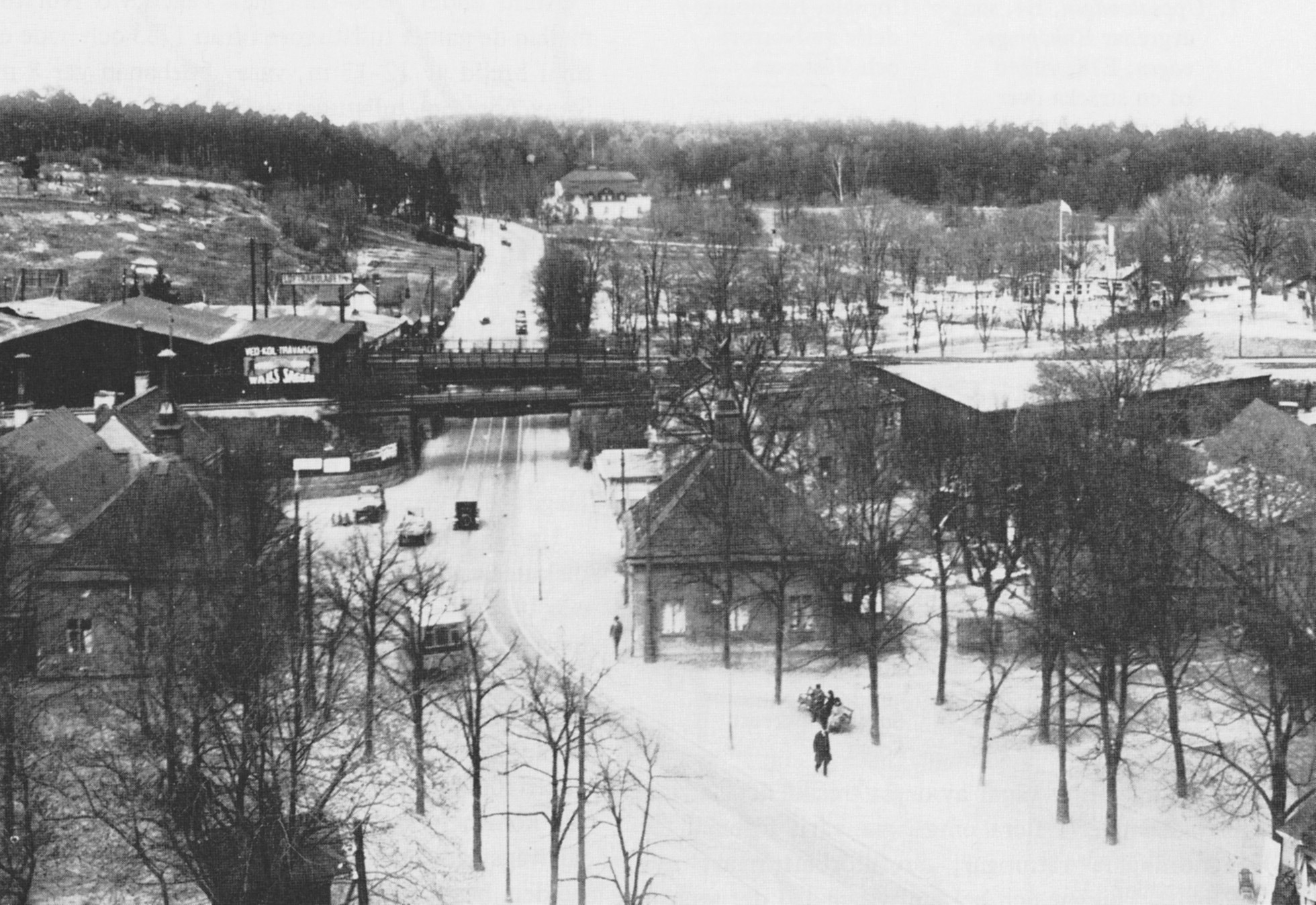
Uppsalavägen mot norr 1930.

På 1930-talet gick vägen vid Norrtull fortfarande mellan de två tullstugorna från 1733, och hade en total bredd av 12–13 meter (varav körbana 8 meter). Körbanan trafikerades dessutom av spårvagnar till Haga Södra och till Sundbybergs stad. Strax norr om tullstugorna korsades vägen av två viadukter för järnvägsspår för Värtabanan.
Med stigande trafikintensitet blev Uppsalavägens anslutning till Stockholm alltmer till ett trafikproblem, och ”nålsögat” mellan de två tullhusen försvann först under andra världskriget. Lösningen var att förskjuta hela korsningen österut så att tullstugorna blev fria från trafik och kunde behållas som kulturreservat i en liten park. 
En ny, längre järnvägsviadukt ersatte den gamla och spårvagnarna fick en egen fil. Gatukorsningen utformades som en cirkulationsplats där Sveavägen, Norrtullsgatan, Norra Stationsgatan och Uppsalavägen möttes, medan spårvagnarna passerade tvärs över rondellen. 1961 byggdes cirkulationsplatsen om till en signalreglerad korsning och spårvagnsspåren försvann. 1965 kom nästa ingrepp, då man stängde direktinfarten från Norrtullsgatan.

### Bilder, gamla Uppsalavägen

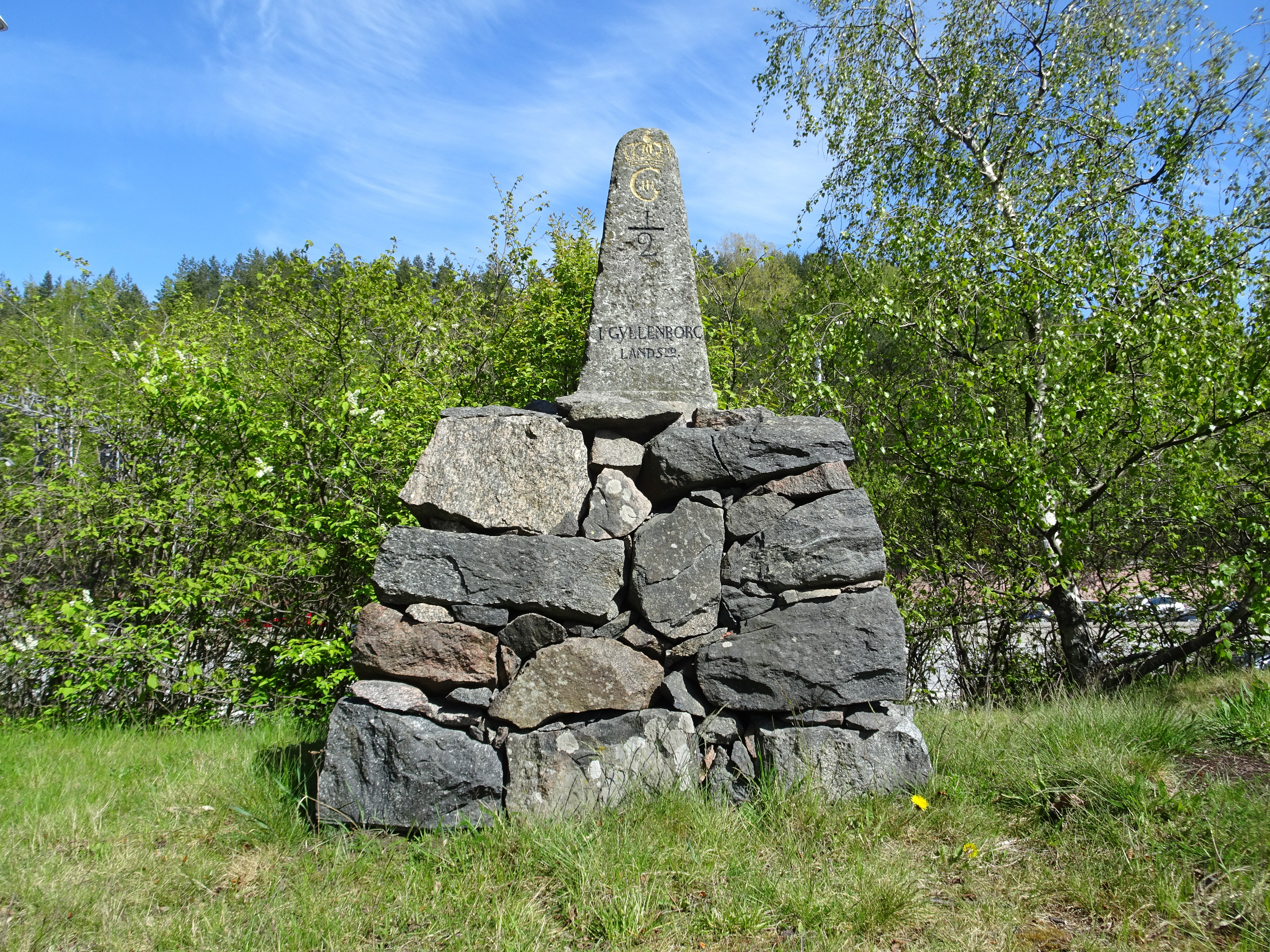
Halvmilstolpe vid Stora Frösunda.
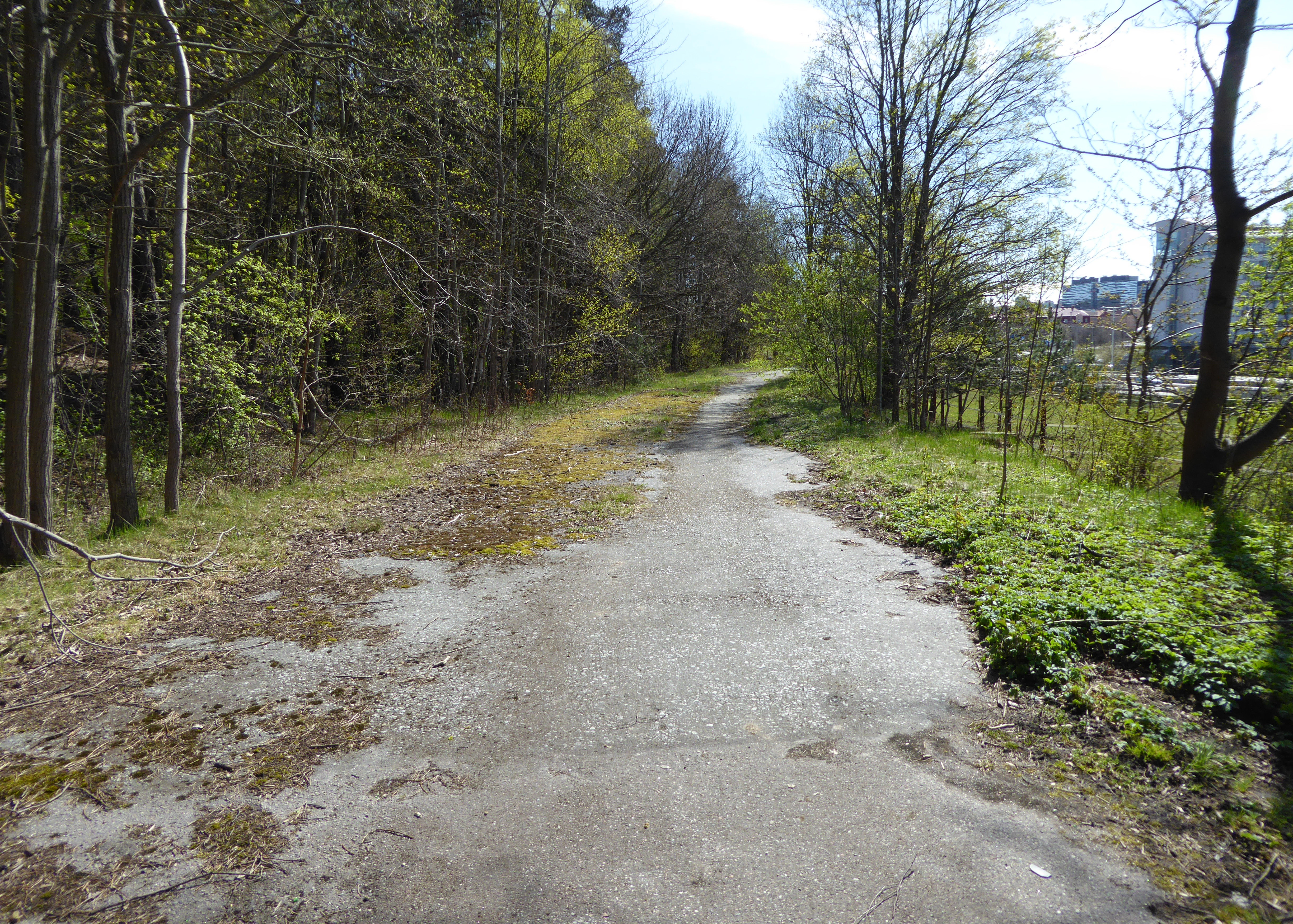
Avsnörd gatstump av gamla Uppsalavägen vid  Mellanjärva gård.
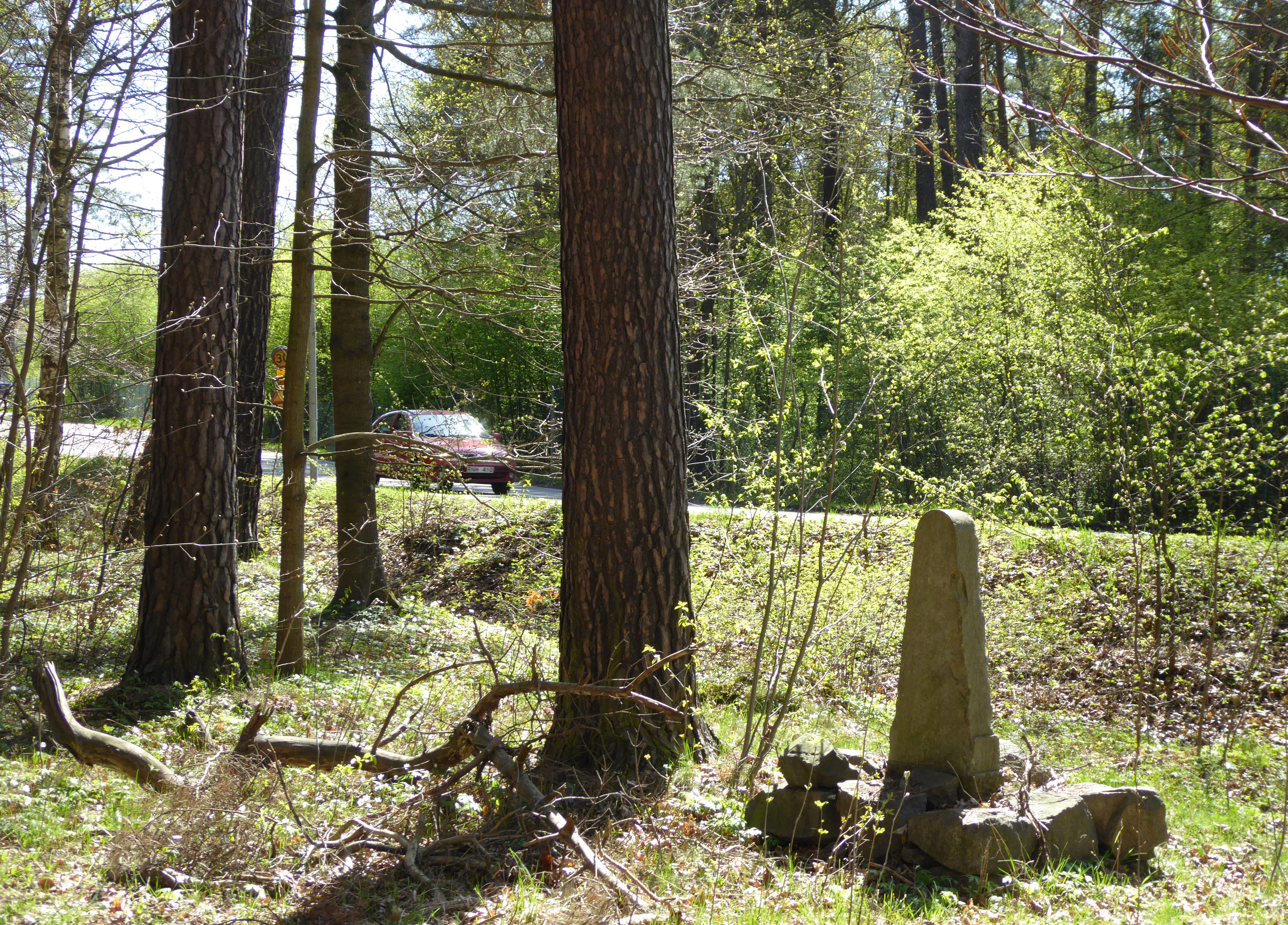
Gamla Uppsalavägen norr om Mellanjärva gård.
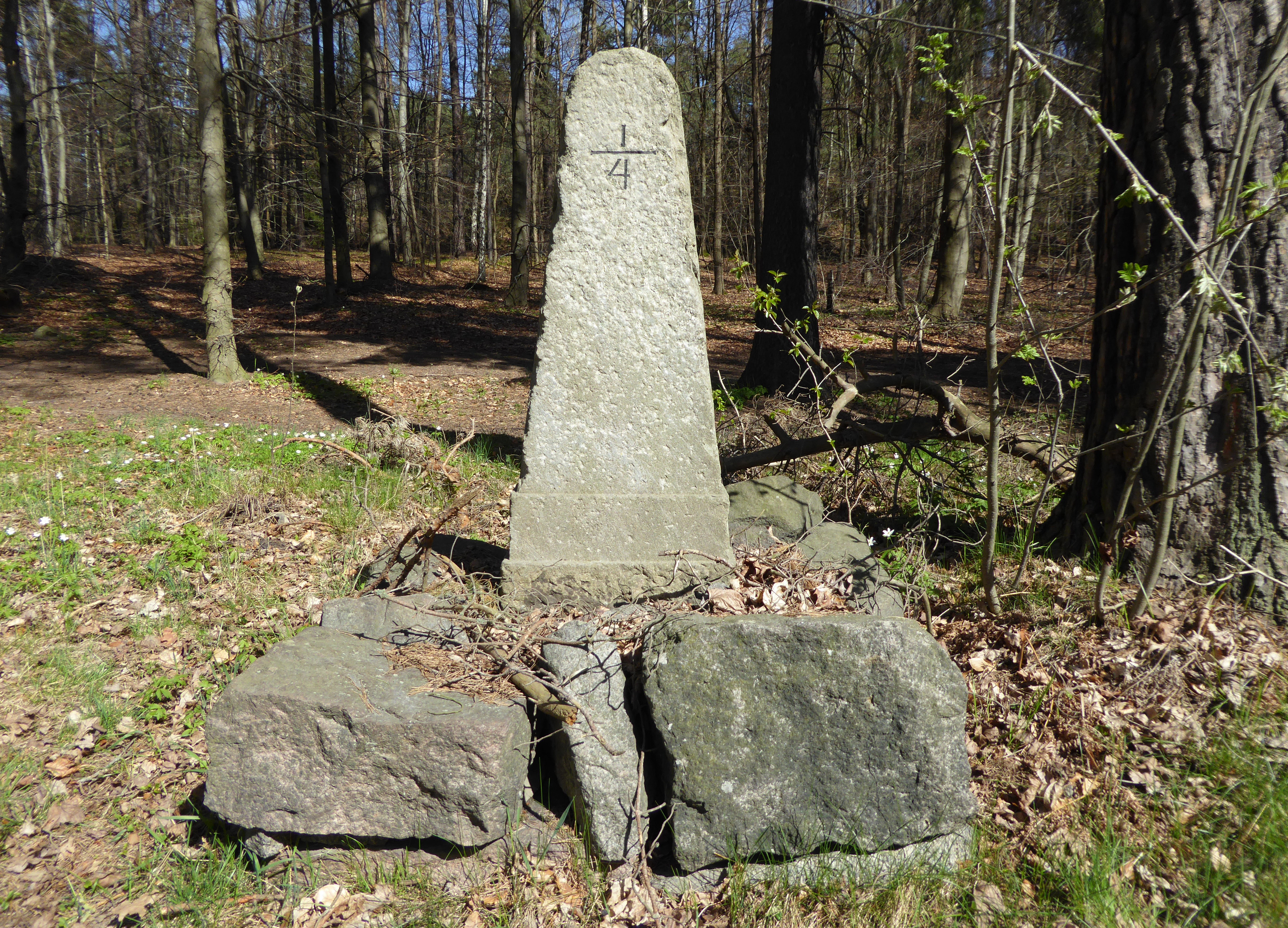
Fjärdingssten från 1777 vid nuvarande Järvavägen.

## Uppsalavägen idag

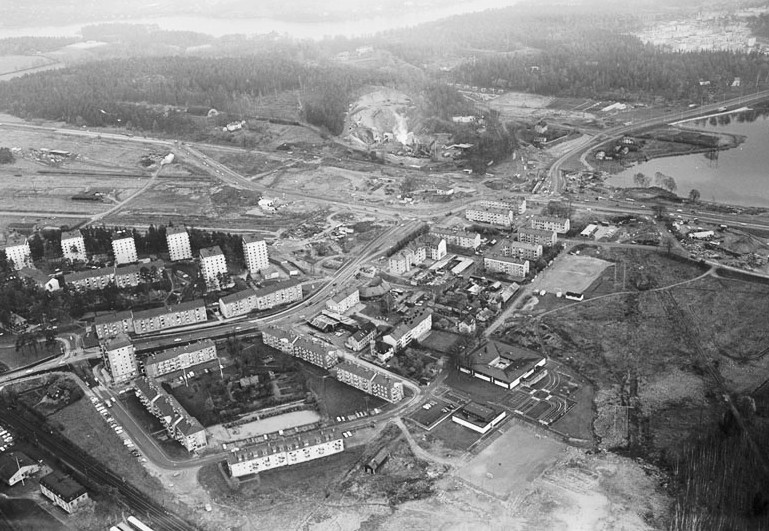
Vägarbetena vid Järva krog 1967.

Motorvägen Uppsalavägen är byggd i etapper och de äldsta delarna härstammar från 1950-talet. Vid Järva krog ansluter E18 till E4 och går gemensamt till trafikplats Kista där E18 svänger via Kymlingelänken. Åren 1967-69  byggdes Uppsalavägen ut som motorväg utanför Stockholms stadsgräns, då försvann den tidigare vägsträckningen. Norr om Järva krog och öster om motorvägen finns den gamla sträckningen delvis bevarad och heter numera Järvavägen. En milsten (1/4) påminner härom.
I mitten av 1990-talet förbättrades framkomligheten avsevärt när en planskild korsning vid Haga Norra (trafikplats Haga Norra) ersatte den signalreglerade korsningen. Genom tillkomsten av Eugeniatunneln 1991 förs E4 inte längre via trafikplatsen Norrtull. I samband med framdragningen av Norra Länken genomgår för närvarande (2013) trafikplatsen Norrtull, med Uppsalavägens anslutning, ännu en gång stora förändringar.
I samband med E18 nya dragning via Kymlingelänken och E4 till Järva Krog samt kommande öppnande av Norra Länken så utökas nu kapaciteten på Uppsalavägen med upprustning och breddning av vägen med fler körfält samt förbättrat kövarningssystem. Blir klar år 2015. 

### Bilder, motorvägen Uppsalavägen

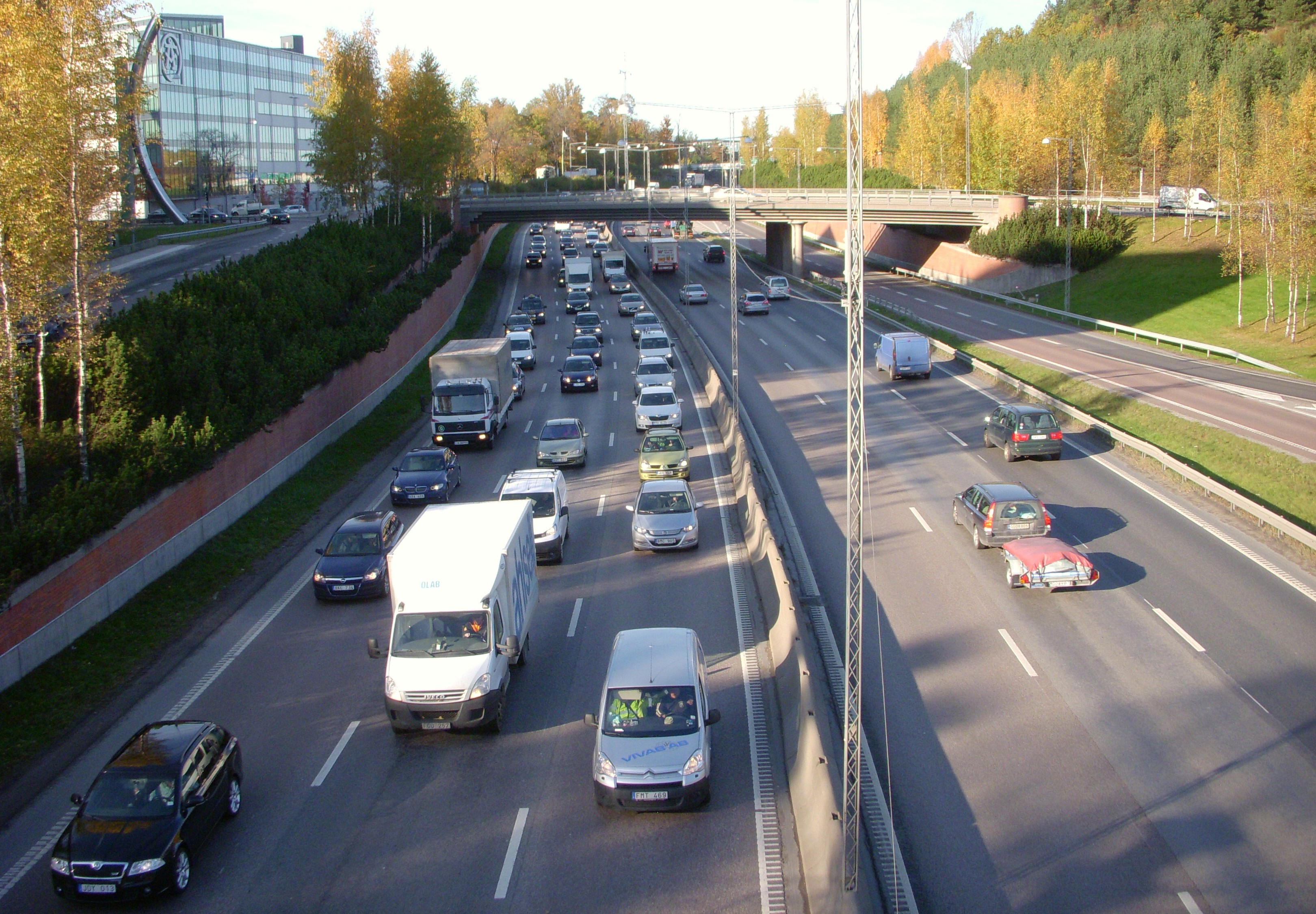
Uppsalavägen vid trafikplats Haga norra vy mot norr, 2011.
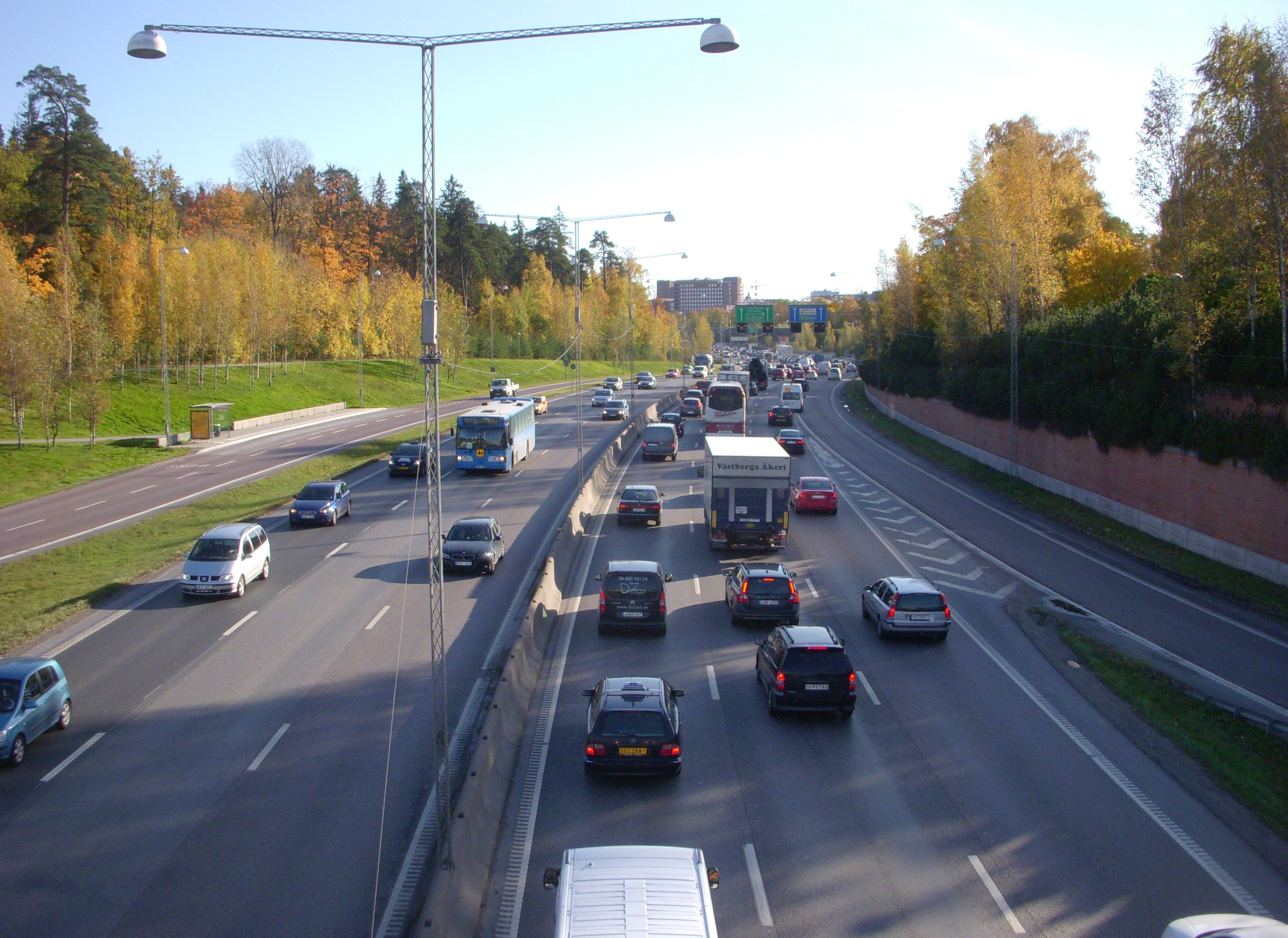
Uppsalavägen vid trafikplats Haga norra vy mot syd, 2011.
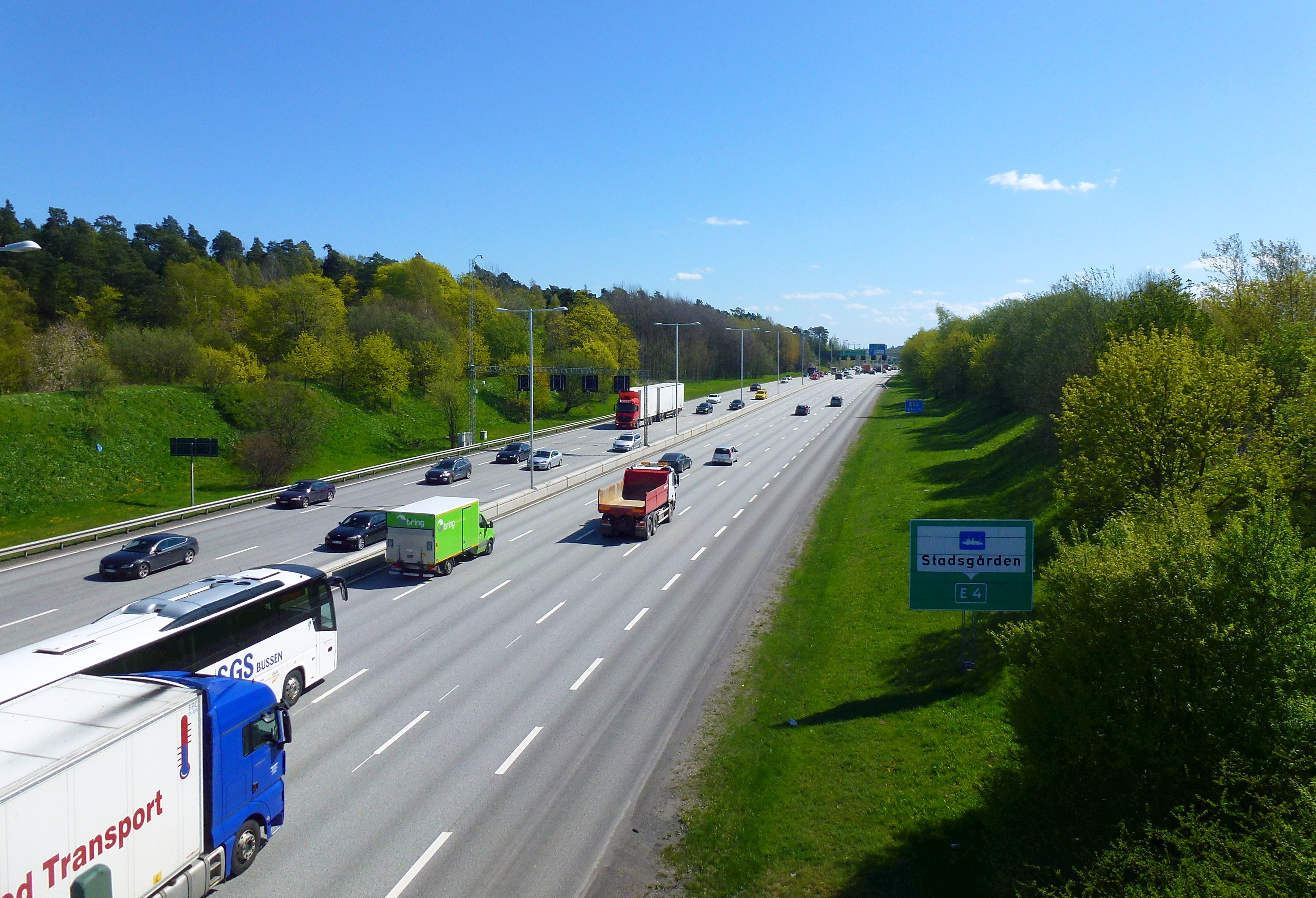
Uppsalavägen norr om Järva krog, vy mot Stockholm, 2015.
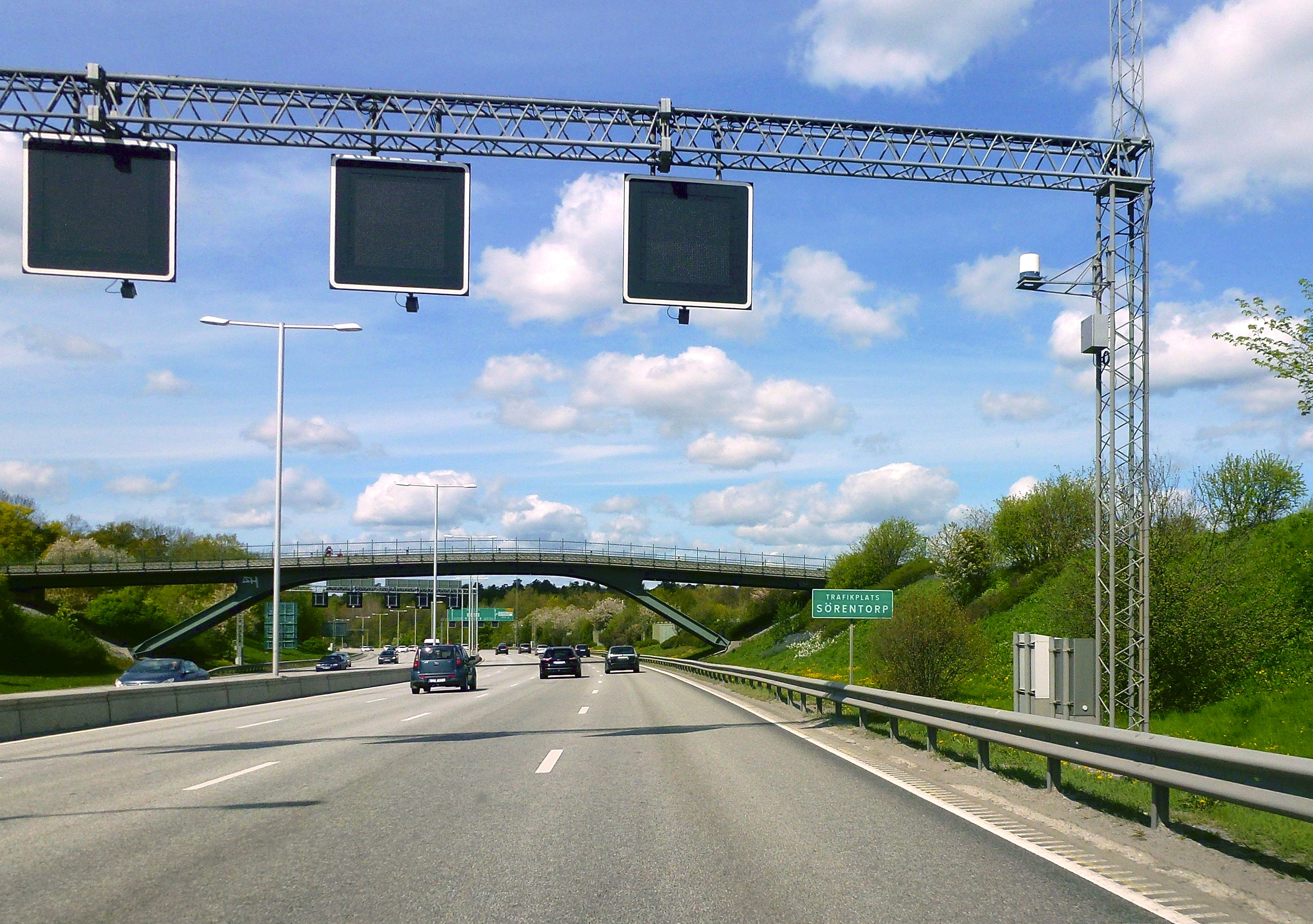
Uppsalavägen vid trafikplats Sörentorp, vy mot norr, 2015.